# NGC 2152
NGC 2152 este o galaxie spirală situată în constelația Pictorul. A fost descoperită în 28 decembrie 1834 de către John Herschel. Se află la o distanță de 115,08 megaparseci de Pământ.